# Roman Slobodjan
Roman Slobodjan est un joueur d'échecs allemand né le 1er janvier 1975 à Potsdam.
Au 1er juin 2019, il est le 81e joueur allemand avec un classement Elo de 2 452 points.

## Biographie et carrière
En 1995, Roman Slobodjan fut champion du monde junior (le tournoi avait lieu en Allemagne). La même année, il partagea la première place au Championnat d'Allemagne d'échecs 1995 et finit quatrième du tournoi de départage. Il obtint le titre de grand maître international en 1996.
Lors du Championnat du monde de la Fédération internationale des échecs 1997-1998, Slobodjan battit le jeune prodige des échecs Péter Lékó au premier tour (1,5 à 0,5) puis il perdit au deuxième tour contre Zurab Azmaiparashvili (0,5 à 1,5).
En 1999, il finit quatrième du championnat d'Allemagne. En 2004, il remporta le tournoi Premier 1 (tournoi B) du mémorial Capablanca à La Havane avec 8 points sur 13.